# 阿泰尔特
阿泰尔特（法語：Attert，法語發音：[atɛʁt]）是比利时瓦隆大区盧森堡省阿爾隆區的一个市镇，东与卢森堡大公国接壤，通行法语，是比利时法语社群的一部分，面积70.94平方千米，人口5,537人（2018年1月1日）。

## 地名
该地名“Attert”发音为[atɛʁt]，末尾字母“t”发音，《世界地名翻译大辞典》与《世界地名译名词典》将其误译作“阿泰尔”。